# クラインヴァルシュタット
クラインヴァルシュタット (ドイツ語: Kleinwallstadt) はドイツ連邦共和国バイエルン州ミルテンベルク郡に属す市場町。クラインヴァルシュタット行政共同体の本部所在地である。

## 地理
クラインヴァルシュタットは、バイエリシェ・ウンターマイン地方に位置する。

### 自治体の構成
この町は、公式には3つの地区 (Ort) からなる。このうち小集落や孤立農場などを除く集落を以下に列記する。
- ホーフシュテッテン
- クラインヴァルシュタット

## 歴史
クラインヴァルシュタットは大変に古い入植地である。ハルシュタット期の出土品から、前史時代に人が住んでいたことが証明されている。1980年の新たな発掘によって、アレマン時代（4-5世紀）の女性の遺骨や美しい副葬品が発見された。

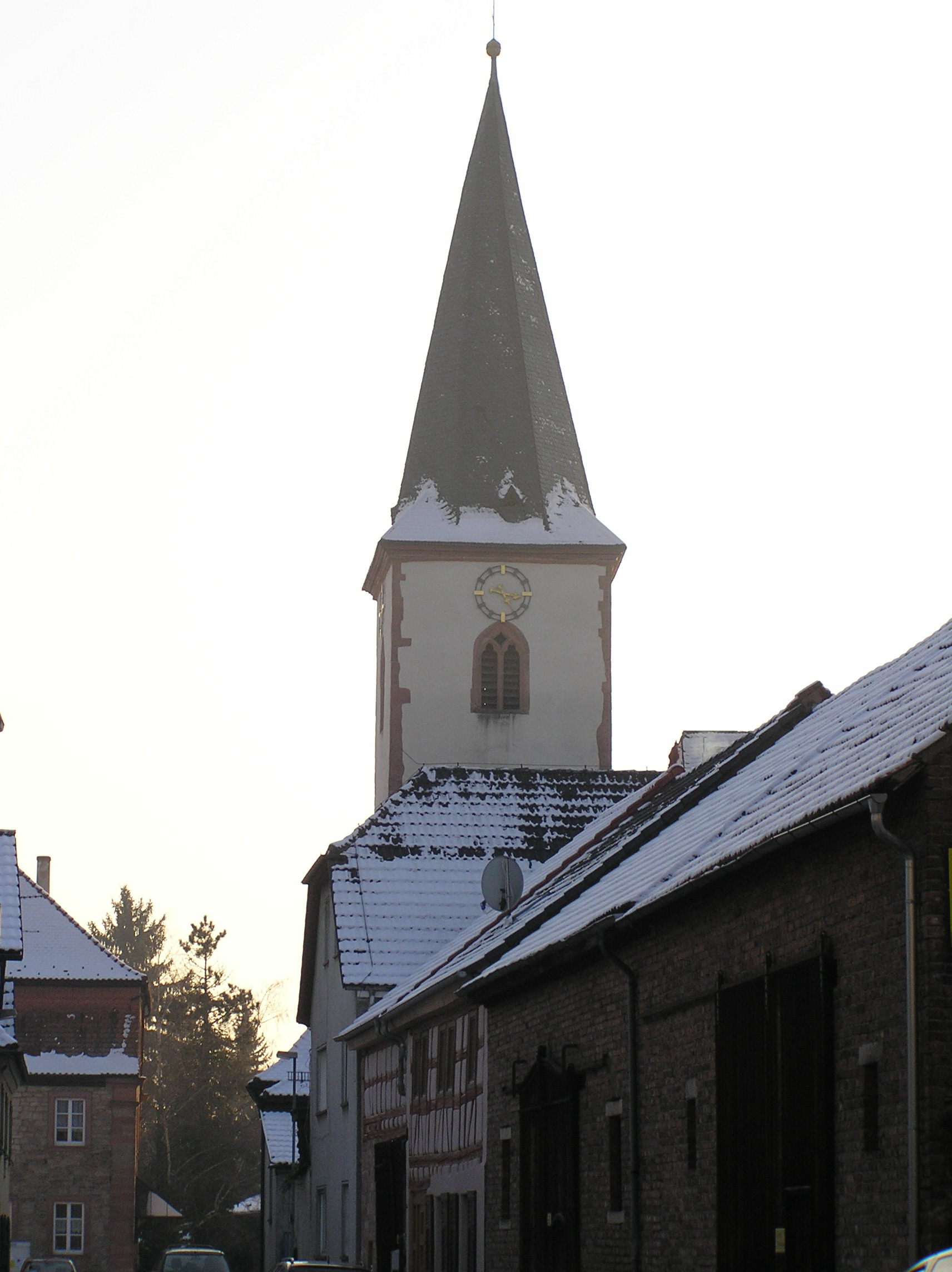
クラインヴァルシュタットの教会

8世紀の初めにはすでにロルシュ修道院やアモールバッハ修道院による布教がなされ、ビショフスヴァルシュタットとも呼ばれた。1023年にはマインツ大司教によって、シュペッサルトの大部分を管轄する代官所とツェーント裁判所（ツェーントは当時の地方行政区分）が設けられた。12世紀から13世紀初めにはヴァルデンベルク家がこの地のレーエン領主となった。1185年頃には村の東側に張り出した尾根に城が築かれたが、13世紀半ばには破壊された。この古城趾は2006年から2007年にかけて調査が行われた。16世紀にはフォッケ・フォン・ヴァルシュタットがこの村に住んだ。その居館であるインゲルハイマー・ホーフ（現在の町役場近くにあった）とそれに伴う地所は1587年にエヒター・フォン・メスペルブルンのものとなり、その後インゲルハイム帝国伯家のものとなった。三十年戦争でクラインヴァルシュタットは深刻な被害を受けた。記録類はすべて失われてしまった。マインツ大司教は1733年にクラインヴァルシュタットおよびその周辺の村に対して新たなツンフト令を発令した。その結果クラインヴァルシュタットとその周辺地域では産業が活発になり、17の業種でツンフトが形成された。たとえば、ビール醸造、大工、壁職人、陶工、染色工、ガラス工、靴下製造、亜麻布織工などである。その後、比較的速く1737年にはマインツ選帝侯によって市場の開催権が確認・証明された。
マインツ大司教のクラインヴァルトシュタット代官所は1803年の帝国代表者会議主要決議によって廃止され、新たに創設されたアシャッフェンブルク侯領に移されたが、1814年にはフランクフルト大公領の一部としてバイエルン王国領に併合された。

### 人口推移

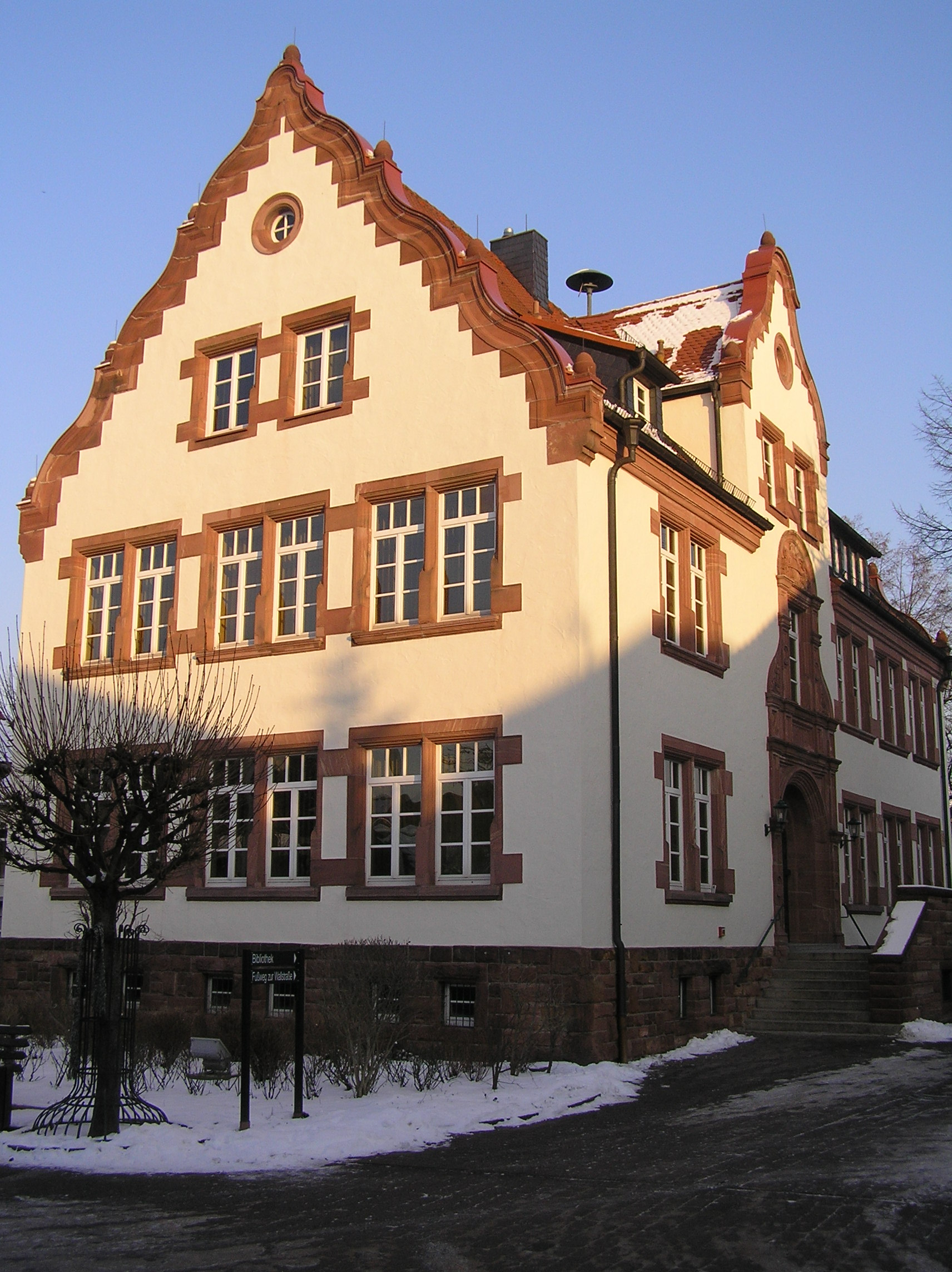
クラインヴァルシュタットの町役場

- 1970年: 4,778人
- 1987年: 4,876人
- 2000年: 5,650人

## 行政
町長はトーマス・ケーラー (CSU) である。彼は2002年にカール・ハインツ・バイン (SPD) の後任としてこの職に就いた。
クラインヴァルシュタットの町議会は20議席からなる。

## 経済と社会資本
1998年の公式統計によれば、この町に務める社会保険支払い義務のある被雇用者は、農林業6人、製造業606人、商業・交通業176人、それ以外の職種が366人であった。また、この町に住む社会保険支払い義務の被雇用者数は1879人であった。加工業者が10社、建設業者が5社ある。さらに1999年の統計では、18社の農業関連業者があり、311 ha の農業用地がある。

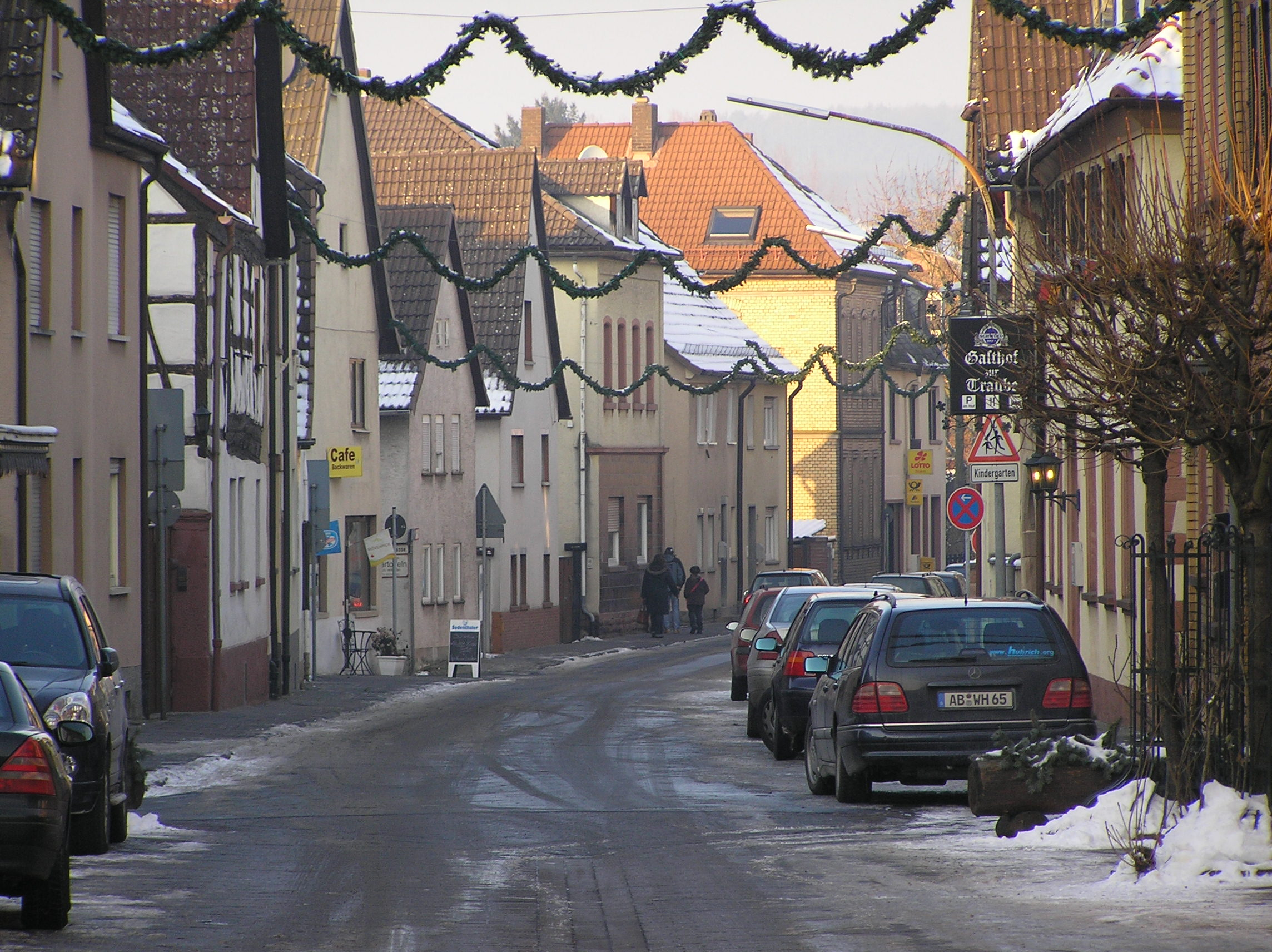
クラインヴァルシュタットのメインストリート
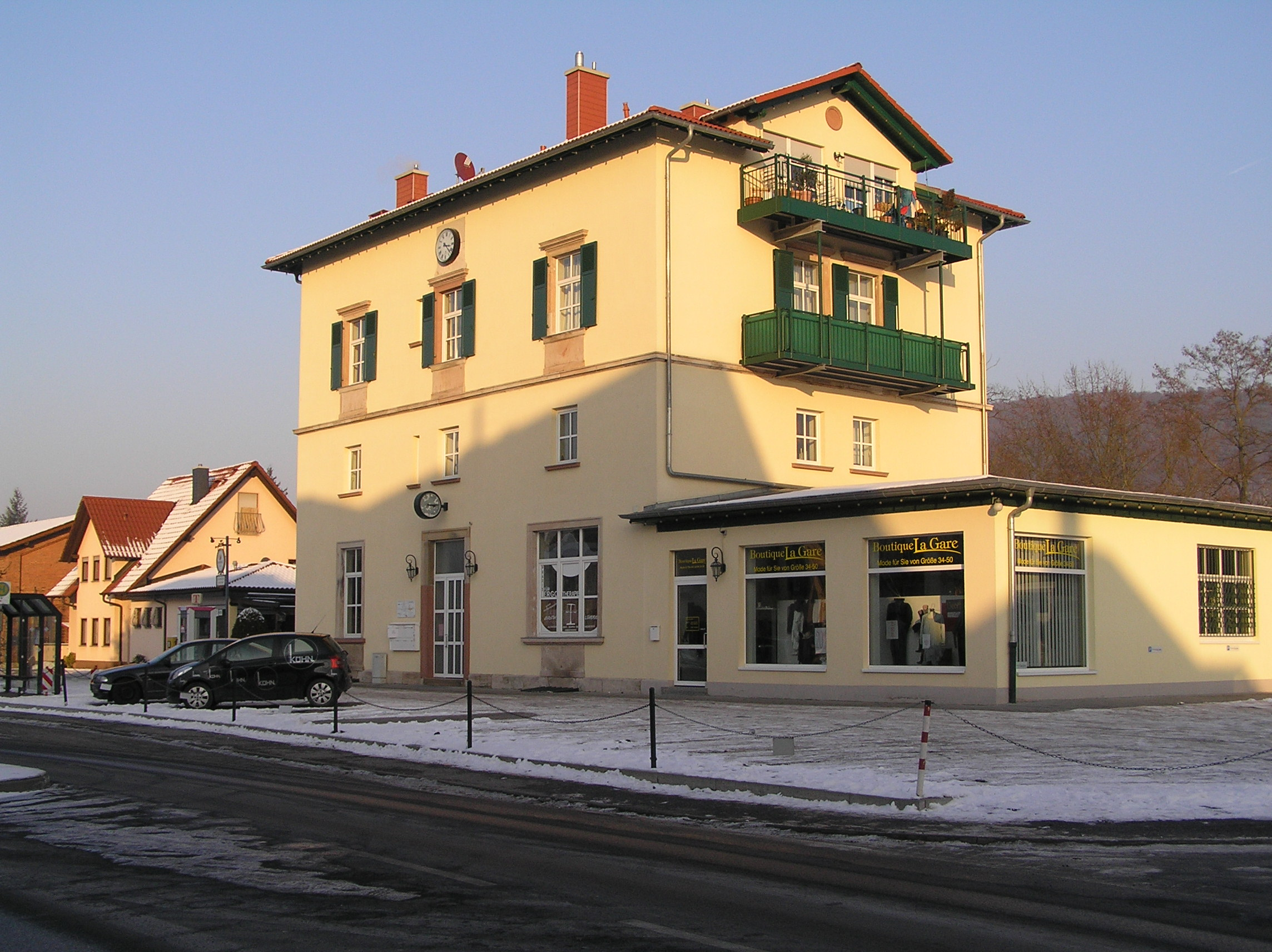
クラインヴァルシュタットの駅

## 引用
1. ↑  https://www.statistikdaten.bayern.de/genesis/online?operation=result&code=12411-003r&leerzeilen=false&language=de Genesis-Online-Datenbank des Bayerischen Landesamtes für Statistik Tabelle 12411-003r Fortschreibung des Bevölkerungsstandes: Gemeinden, Stichtag (Einwohnerzahlen auf Grundlage des Zensus 2011)
2. ↑  Bayerische Landesbibliothek Online